# Karl Schulz (1905-1971)
Karl Shulz (Kiel, 10 maggio 1905 – 9 marzo 1971) è stato un calciatore tedesco, di ruolo centrocampista.